# Współczynnik Q Yule’a
Współczynnik Q Yule’a, nazywany również współczynnikiem asocjacji Q Kendalla – jedna z miar zależności pomiędzy dwiema zmiennymi porządkowymi i dychotomicznymi. Jest to szczególna postać współczynnika gamma dla tablicy kontyngencji o wymiarach 2x2. Twórcą współczynnika jest George Udny Yule. 
Przykład zastosowania: W tabeli przedstawiono dane dotyczące wykształcenia oraz poziomu antysemityzmu pewnej grupy osób.
|                             | Wykształcenie średnie | Wykształcenie wyższe | Razem |
| Niski poziom antysemityzmu  | a                     | b                    | a+b   |
| Wysoki poziom antysemityzmu | c                     | d                    | c+d   |
| Razem                       | a+c                   | b+d                  | n     |

Współczynnik Q-Yule'a obliczamy według wzoru:  
{\displaystyle Q={\frac {ad-bc}{ad+bc}}\ .}

## Związki z innymi miarami
Q Yule’a można przestawić jako funkcję ilorazu szans (OR):
{\displaystyle Q={\frac {{OR}-1}{{OR}+1}}\ .}
Istnieje również związek funkcyjny pomiędzy współczynnikiem Q a współczynnikiem koligacji Y Yule’a:
{\displaystyle Q={\frac {2Y}{1+Y^{2}}}\ ,}
{\displaystyle Y={\frac {1-{\sqrt {1-Q^{2}}}}{Q}}\ .}